# Rhabdoscirtus vittatus
Rhabdoscirtus vittatus är en insektsart som beskrevs av Bruner, L. 1911. Rhabdoscirtus vittatus ingår i släktet Rhabdoscirtus, och familjen gräshoppor. Inga underarter finns listade.